# Гаусельм Файдит
Гаусельм Файдит (окс. Gaucelm Faidit, также известен под именем Ансельм; ок. 1172 — ок. 1203) — провансальский трубадур, классик провансальской лирической поэзии.

## Биография
Происходил из семьи небогатых горожан из Юзерша в Лимузене. Средневековое вида повествует о нём как о большом жизнелюбе, гурмане, волоките и игроке. Был сперва комедиантом и жонглёром, затем бродячим певцом, после чего приобрёл громкую известность. О его репутации и характере в жизнеописании указывалось: «Пел он хуже всех на свете, зато хорошо слагал слова и напевы. Стал он жонглёром по такому случаю, что всё своё состояние проиграл в кости. Был он муж превеликой щедрости, и охотник поесть и выпить, отчего растолстел донельзя. Весьма долгое время был невезуч по части почестей и подарков, так что лет более двадцати пешком ходил по свету, ибо ни песни его, ни сам он не были в большой цене и чести».
Он много странствовал, побывал в Нормандии, Венгрии, Палестине. Принимал участие в Третьем крестовом походе, сопровождая маркиза Бонифачио Монферратского, которому посвятил не меньше шести своих песен. По другим сведениям, в 1202 году участвовал в Четвёртом крестовом походе, лидером которого был маркиз Бонифачио. По сообщению жизнеописания, Файдит женился на продажной женщине, которую называли Гильельма Монашка: «Была она весьма красивая и учёная, и стала такой же огромной и толстой, как он». Современные комментаторы предполагают, что она была из числа жонглёров, имевших плохую репутацию, а прозвище «Монашка» применялось иронически. В то же время личность Файдита в средневековых описаниях наделялась чертами раблезианских персонажей.
Классик провансальской лирической поэзии, оставил разнообразное литературное наследство. Выступал при многих европейских дворах, в частности при дворе английского короля Ричарда Львиное Сердце в Пуатье (а затем сочинил известное стихотворение-плач на его смерть). Его покровительницей была также Мария Вентадорнская. Из остальных произведений Гаусельма большая часть носит эротический характер. Гаусельм — автор «Trionfi d’amore», которому подражал Петрарка, «L’Heregia dels preyres» (род комедии) и целого ряда песен и других стихотворных произведений (сохранилось около 65 сочинений).